# Thuit-Hébert
Thuit-Hébert és un municipi francès situat al departament de l'Eure i a la regió de Normandia. L'any 2007 tenia 304 habitants.

## Demografia

### Població
El 2007 la població de fet de Thuit-Hébert era de 304 persones. Hi havia 106 famílies de les quals 16 eren unipersonals (8 homes vivint sols i 8 dones vivint soles), 35 parelles sense fills, 47 parelles amb fills i 8 famílies monoparentals amb fills.
La població ha evolucionat segons el següent gràfic:
Habitants censats

### Habitatges
El 2007 hi havia 123 habitatges, 113 eren l'habitatge principal de la família, 2 eren segones residències i 8 estaven desocupats. 108 eren cases i 15 eren apartaments. Dels 113 habitatges principals, 89 estaven ocupats pels seus propietaris i 25 estaven llogats i ocupats pels llogaters; 1 tenia una cambra, 8 en tenien dues, 9 en tenien tres, 32 en tenien quatre i 64 en tenien cinc o més. 92 habitatges disposaven pel capbaix d'una plaça de pàrquing. A 41 habitatges hi havia un automòbil i a 66 n'hi havia dos o més.

### Piràmide de població
La piràmide de població per edats i sexe el 2009 era:
| Homes | Edats   | Dones |
| ----- | ------- | ----- |
| 0     | 95 o +  | 0     |
| 0     | 90 a 94 | 4     |
| 0     | 85 a 89 | 0     |
| 0     | 80 a 84 | 8     |
| 4     | 75 a 79 | 0     |
| 12    | 70 a 74 | 8     |
| 8     | 65 a 69 | 8     |
| 0     | 60 a 64 | 4     |
| 8     | 55 a 59 | 4     |
| 8     | 50 a 54 | 20    |
| 8     | 45 a 49 | 4     |
| 12    | 40 a 44 | 12    |
| 16    | 35 a 39 | 20    |
| 12    | 30 a 34 | 12    |
| 20    | 25 a 29 | 4     |
| 4     | 20 a 24 | 12    |
| 4     | 15 a 19 | 0     |
| 20    | 10 a 14 | 12    |
| 20    | 5 a 9   | 12    |
| 8     | 0 a 4   | 4     |

## Economia
El 2007 la població en edat de treballar era de 219 persones, 161 eren actives i 58 eren inactives. De les 161 persones actives 146 estaven ocupades (76 homes i 70 dones) i 15 estaven aturades (5 homes i 10 dones). De les 58 persones inactives 18 estaven jubilades, 24 estaven estudiant i 16 estaven classificades com a «altres inactius».

### Ingressos
El 2009 a Thuit-Hébert hi havia 113 unitats fiscals que integraven 303,5 persones, la mediana anual d'ingressos fiscals per persona era de 20.923 €.

### Activitats econòmiques
Dels 15 establiments que hi havia el 2007, 1 era d'una empresa de fabricació d'altres productes industrials, 1 d'una empresa de construcció, 4 d'empreses de comerç i reparació d'automòbils, 4 d'empreses de transport, 1 d'una empresa d'informació i comunicació, 1 d'una empresa financera, 2 d'empreses de serveis i 1 d'una empresa classificada com a «altres activitats de serveis».
L'únic servei als particulars que hi havia el 2009 era una lampisteria.
L'any 2000 a Thuit-Hébert hi havia 7 explotacions agrícoles que ocupaven un total de 489 hectàrees.

## Equipaments sanitaris i escolars
El 2009 hi havia una escola maternal integrada dins d'un grup escolar amb les comunes properes formant una escola dispersa.

## Poblacions més properes
El següent diagrama mostra les poblacions més properes.